# Tetraciklin
Tetraciklín je bakteriostatični antibiotik, ki ga v naravi sintetizirajo bakterije iz rodu Streptomyces. Deluje tako, da se reverzibilno veže na 30S podenoto ribosoma in inhibira vezavo aminoacil-tRNA na akceptorsko mesto na 70S ribosomu. 
Na osnovi molekule tetraciklina so razvili druge antibiotike, ki spadajo med tetraciklinske antibiotike.

## Spekter delovanja
Ima širok spekter in uporablja se tudi proti znotrajceličnim bakterijam. Rezistenca je pogosta.

## Stranski učinki
Uničenje normalne črevesne flore, povečana možnost sekundarnih vnetij. Obarvanje in poškodba strukture zob in kosti.